# Scott Engelbright
Scott Englebright (surnommé parfois "Scooter" ou "Scooby Dufus") est un trompettiste de jazz américain. 

## Biographie
Né le 17 juillet 1971, il apprend successivement le piano et la trompette. Il de spécialise comme trompettiste, prenant comme « modèle » Stan Mark, à l'époque « lead trumpet » du big band de Maynard Ferguson.
Engelbright se fait remarquer au sein du big bands universitaires comme spécialiste du registre suraigu en reprenant les parties de Maynard Ferguson (« Maynard Ferguson » de Shorty Rogers, l'arrangement de la chanson traditionnelle « Danny boy » écrite par Don Sebesky, ...).
Pendant un an et demi, il joue dans l'orchestre de Maynard Ferguson. On peut l'entendre sur l'album One More Trip to Birdland (1996).
Il s'installe alors dans la région de Los Angeles où ils jouent dans de nombreux orchestres (Mike Barone, Bill Holman, Buddy Childers, Jack Sheldon, Carl Saunders, ...
Il joue ensuite deux ans dans l'orchestre de Paul Anka.
Depuis les années 1990, il est co-leader avec Donny Dyess, du groupe « Tasteebros ». Cet orchestre "humoristique" s'est fait une spécialité de pousser la recherche de la virtuosité dans le registre suraigu jusqu'à l'absurde (leur devise est « because we can »). Le « pitch » de l'orchestre est de jouer n'importe quel morceau en le jouant dans le registre suraigu : ils peuvent ainsi massacrer aussi bien le concerto pour trompette de Joseph Haydn que la musique du jeu Super Mario, les études de Jean-Baptiste Arban ou "YMCA" des Village People.
Sous le nom "Tasteebros", ils ont enregistré 9 albums. Ils ont par ailleurs écrit cinq ouvrages pédagogiques sur la maitrise du registre suraigu de la trompette.